# Zytogonie
Zytogonie (griechisch) ist die einfachste Fortpflanzungsform im Tierreich, und zwar bei Einzellern. Dabei werden Tochterzellen, auch als Keimzellen bezeichnet, vom Mutterorganismus abgeschnürt. Die meisten Protozoen pflanzen sich so fort. Ausgangspunkt kann eine einzelne Zelle sein (agametische monozytogone Fortpflanzung, agametische Zytogonie) oder ein Zellverband (polyzytogone Fortpflanzung).

## Nachweise
1. ↑  Friedrich W. Stöcker, Gerhard Dietrich (Hrsg.): Brockhaus abc Biologie. 7. Auflage. Brockhaus, Leipzig 1986, ISBN 3-325-00071-1, S. 285.
2. ↑  Ludwig Trepel: Allgemeine Ökologie. Band 2. Population. Peter Lang Verlag, Frankfurt/Main 2007, ISBN 978-3-631-53475-5, S. 29.